# Brexit: The Uncivil War
Brexit: The Uncivil War, es una película británica de 2019, basada en hechos reales, escrita por James Graham y dirigida por Toby Haynes. La película reconstruye la campaña electoral del referéndum de 2016, mediante el cual el pueblo británico tomó la decisión de abandonar la Unión Europea, acontecimiento conocido como Brexit, en particular las técnicas de utilización de datos masivos (big data) tomados de la redes sociales, como Facebook y Twitter, para influenciar el voto de la población, aplicadas bajo la dirección de Dominic Cummings —director de Campaña a favor del Brexit— y la empresa Cambridge Analytica.
Se estrenó en Reino Unido por Channel 4 el 7 de enero y en Estados Unidos por HBO el 19 de enero. Benedict Cumberbatch interpreta a Dominic Cummings.

## Sinopsis
El 2016 tuvo lugar en Reino Unido un referéndum que tuvo como objetivo decidir sobre la permanencia o salida de la Unión Europea. En el mencionado referéndum el pueblo británico decidió salir de la UE, acontecimiento conocido como Brexit, un acrónimo derivado de las palabras "Britain" y "exit" (salida). La campaña duró ocho semanas que cambió profundamente la conformación del Reino Unido y de Europa. La película muestra desde una perspectiva estratega qué ocurrió durante el proceso electoral.
Toby Haynes, quien ha dirigido capítulos de series como Sherlock o Black Mirror, debuta con una película para televisión con Brexit: The Uncivil War. El conocido actor Benedict Cumberbatch (Doctor Extraño, Sherlock), encabeza un reparto de actores compuesto por nombres como el de Lee Boardman (Roma) o Jay Simpson (Rush), entre otros.
La película explora cómo las técnicas modernas de campaña basadas en datos contribuyeron a una de las decisiones más inesperadas, altamente cargadas y controvertidas en la historia política moderna.

## Reparto
- Benedict Cumberbatch como Dominic Cummings.
- Rory Kinnear como Craig Oliver.
- Lee Boardman como Arron Banks.
- Richard Goulding como Boris Johnson.
- John Heffernan como Matthew Elliott.
- Oliver Maltman como Michael Gove.
- Lucy Russell como Elizabeth Denham.
- Paul Ryan como Nigel Farage.
- Kyle Soller como Zack Massingham.
- Liz White como Mary Wakefield.
- Kate O'Flynn como Victoria Woodcock.
- Nicholas Day como John Mills.
- Tim McMullan as Bernard Jenkin.
- Gavin Spokes como Andrew Cooper.
- Mark Dexter como la voz de David Cameron.
- Mark Gatiss como la voz de Peter Mandelson.
- Gabriel Akuwudike como Robin.
- John Arthur como Roger.
- Rakie Ayola como Camilla.
- Jay Simpson como Steve.
- Heather Coombs como Sandra.
- Kiran Sonia Sawar como Shamara.

## Producción

### Screenplay
James Graham, el guionista de la película, escribió originalmente un primer borrador sobre David Cameron, el primer ministro del Reino Unido durante la votación. Sin embargo, luego lo cambió a Dominic Cummings, el director de campaña del grupo oficial designado de apoyo a Brexit, Vote Leave. En una entrevista de Channel 4 News, Graham reveló que la película estaba basada en los libros All Out War: The Full Story of How Brexit hundió la clase política de Gran Bretaña por el editor político del Sunday Times Tim Shipman, y Unleashing Demons: The Inside Story of Brexit por David El director de comunicaciones de Cameron en Downing Street, Craig Oliver, y en entrevista con los estrategas de la campaña involucrados, Cummings en particular. Oliver actuó como consultor en la película. Con el fin de interpretar mejor al personaje principal, Dominic Cummings, Benedict Cumberbatch lo visitó en la casa de su familia. 

### Filmación
La película se estrenó oficialmente en mayo de 2018 por Channel 4 con el elenco de Benedict Cumberbatch para interpretar a Dominic Cummings. La filmación comenzó en junio con el elenco general, incluyendo a Rory Kinnear y John Heffernan.